# Torneo Preolímpico de la OFC 1992
El Torneo Preolímpico de la OFC 1992 fue la primera edición del torneo clasificatorio de Oceanía para los Juegos Olímpicos de Barcelona 1992 que se jugó en varias sedes del continente y se jugó del 19 de mayo al 22 de noviembre de 1991.
Australia logró la clasificación al ganar todos sus partidos.

## Resultados
| Pos. | Equipo             | Pts. | PJ | G | E | P | GF | GC | Dif. | Clasificación              |
| ---- | ------------------ | ---- | -- | - | - | - | -- | -- | ---- | -------------------------- |
| 1    | Australia (C)      | 18   | 6  | 6 | 0 | 0 | 23 | 1  | +22  | Clasifica a Barcelona 1992 |
| 2    | Nueva Zelanda      | 10   | 6  | 3 | 1 | 2 | 12 | 7  | +5   |                            |
| 3    | Fiyi               | 5    | 6  | 1 | 2 | 3 | 3  | 15 | −12  |                            |
| 4    | Papúa Nueva Guinea | 1    | 6  | 0 | 1 | 5 | 4  | 19 | −15  |                            |

 Fuente: 
| Equipo 1           | Resultado | Equipo 2           |
| ------------------ | --------- | ------------------ |
| Australia          | 4-0       | Papúa Nueva Guinea |
| Australia          | 2-0       | Nueva Zelanda      |
| Australia          | 7-0       | Fiyi               |
| Nueva Zelanda      | 4-0       | Fiyi               |
| Papúa Nueva Guinea | 0-2       | Fiyi               |
| Papúa Nueva Guinea | 0-5       | Australia          |
| Nueva Zelanda      | 1-2       | Australia          |
| Papúa Nueva Guinea | 1-3       | Nueva Zelanda      |
| Fiyi               | 0-3       | Australia          |
| Nueva Zelanda      | 4-2       | Papúa Nueva Guinea |
| Fiyi               | 0-0       | Nueva Zelanda      |
| Fiyi               | 1-1       | Papúa Nueva Guinea |

## Clasificado a Juegos Olímpicos de 1992
| Torneo Preolímpico de la OFC 1991 |
| --------------------------------- |
| Bandera de Australia              |
| Australia 1º Título               |